# Nutbush (Tennessee)
Nutbush – miasto w Stanach Zjednoczonych, w stanie Tennessee, w hrabstwie Haywood. W 2000 roku populacja wyniosła 259 osób.
W Nutbush dorastała amerykańska wokalistka Tina Turner. Poświęciła ona temu miastu piosenkę „Nutbush City Limits”.